# Baron Mohun

Wappen der Barone Mohun

Baron Mohun war ein erblicher britischer Adelstitel, der zweimal in der Peerage of England verliehen wurde.

## Verleihungen
Der Titel wurde erstmals am 6. Februar 1299 für John de Mohun, Herr von Dunster Castle, geschaffen, indem dieser von König Eduard I. durch Writ of Summons ins königliche Parlament berufen wurde. Sein Enkel, der 2. Baron, war 1348 Gründungsmitglied des Hosenbandordens. Da dieser seinen einzigen kinderlosen Sohn überlebte, fiel der Titel bei seinem Tod 1375 in Abeyance zwischen seinen beiden Töchtern. 1431 fiel der de-iure-Anspruch auf den Titel an den Sohn seiner älteren Tochter John Lestrange, 8. Baron Strange of Knockin (1449–1479) als überlebendem Alleinerben. Da dieser bereits den Titel 8. Baron Strange innehatte, wurde ihm der Titel eines Baron Mohun nie formell bestätigt. Beim Tod seines Nachfahren Ferdinando Stanley, 5. Earl of Derby, de iure 8. Baron Mohun, wäre der Titel 1594 erneut in Abeyance gefallen.
In zweiter Verleihung wurde durch Letters Patent vom 15. April 1628 der Titel Baron Mohun, of Okehampton in the County of Devon, an John Mohun verliehen. Dieser erbte 1639 von seinem Vater Sir Reginald Mohun, 1. Baronet (um 1564–1639) auch den Titel Baronet, of Boconnoc in the County of Cornwall, der diesem am 25. November 1611 in der Baronetage of England verliehen worden war. Beide Titel erloschen beim Tod seines Urenkels, des 4. Barons, der am 15. November 1712 bei einem Duell mit James Hamilton, 4. Duke of Hamilton kinderlos starb.

## Liste der Barone Mohun

### Barone Mohun, erste Verleihung (1299)
- John de Mohun, 1. Baron Mohun († 1330)
- John de Mohun, 2. Baron Mohun (um 1320–1375) (Titel abeyant 1375)

### Barone Mohun, zweite Verleihung (1628)
- John Mohun, 1. Baron Mohun (1595–1641)
- Warwick Mohun, 2. Baron Mohun (1620–1665)
- Charles Mohun, 3. Baron Mohun (um 1645–1677)
- Charles Mohun, 4. Baron Mohun (1677–1712)